# Spanyol pocok
A spanyol pocok (Microtus cabrerae) az emlősök (Mammalia) osztályának rágcsálók (Rodentia) rendjébe, ezen belül a hörcsögfélék (Cricetidae) családjába tartozó faj.

## Előfordulása
A spanyol pocok csak Spanyolország és Portugália területén honos faj.
Legtöbbször alacsonyan fekvő füves mocsaras helyeken fordul elő.

## Megjelenése
Hasonlít a mezei pocokra. De kicsit nagyobb nála. Bundája sötétebb, 
hasoldala sárgásbarna, koronaszőre sötétbarna. Fogai vizsgálatával ki lehet deríteni melyik fajhoz tartozik. Testhossza 11-13 centiméter, farka 3-5 centiméter.

## Életmódja
Szívesen fogyasztja a fűféléket és más növényeket. Nagyon szapora emlősállat, évente három esetleg öt almot nevel fel melyben maximum 10 újszülött van.

### Ellenségei
Természetes ellenségei: baglyok, ölyvek, más ragadozó madarak, menyétek és rókák.